# 阿韦龙省克莱尔沃
阿韦龙省克莱尔沃（法語：Clairvaux-d'Aveyron），或纯音译作克莱尔沃达韦龙，是法国阿韦龙省的一个市镇，属于罗德兹区和瓦隆县（Vallon）。该市镇2009年时的人口为1,144人。

## 人口
阿韦龙省克莱尔沃人口变化图示
| 数据来源：INSEE |